# 尹家楣
尹家楣（?—?），字芷田，湖北省施南府恩施縣龙凤镇杉木坝人，清朝政治人物、同進士出身。
同治進士尹寿衡之子。光緒二十四年（1898年）戊戌科三甲14名進士。同年五月，以主事分部学习。曾任郵傳部主事。著有《庚子避亂記》。